# Sungai Santi
Sungai Santi is een bestuurslaag in het regentschap Kampar van de provincie Riau, Indonesië. Sungai Santi telt 263 inwoners (volkstelling 2010).